# Hervé Bernard (haut fonctionnaire)
Pour les articles homonymes, voir Bernard et Hervé Bernard.
Hervé Bernard, né en mai 1953, est un haut fonctionnaire français, travaillant dans le domaine de l'industrie nucléaire.

## Formation
Hervé Bernard est diplômé de l'Institut polytechnique de Grenoble et docteur en électrochimie des solides.

## Parcours professionnel
Hervé Bernard entre au Commissariat à l'énergie atomique en 1976 à Grenoble.
En 1980, il est recruté à Fontenay-aux-Roses, pour étudier des combustibles nucléaires innovants. En 1982, l'activité est transférée à Cadarache.
En 1989, il est nommé chef de la section ingénierie du plutonium et participe à la définition de l'usine Mélox.
De 1992 à 1995, Hervé Bernard est assistant du directeur des réacteurs nucléaires, au centre CEA de Saclay, puis devient chef du département d'études des combustibles à Cadarache.
En 1997, il est nommé directeur matières, surveillance et environnement à la direction des applications militaires  du CEA.
Il dirige de 2000 à 2003 le centre de Cadarache et lance en 2001 la candidature du site pour accueillir le réacteur expérimental Iter.
En mars 2003, Hervé Bernard devient directeur central de la sécurité, puis directeur du pôle Maîtrise des risques. À ce titre, il est désigné fonctionnaire de sécurité de Défense de la sphère du nucléaire.
En juillet 2008, Hervé Bernard est nommé administrateur général adjoint du Commissariat à l'énergie atomique, en remplacement de Jean-Pierre Le Roux,.

## Mandats
Hervé Bernard est membre du conseil d'administration de l'Agence nationale pour la gestion des déchets radioactifs (ANDRA)
Hervé Bernard est le suppléant de Bernard Bigot au Haut Comité pour la transparence et l’information sur la sécurité nucléaire (HCTISN).
Depuis 2011, Hervé Bernard est le président de la Société française de radioprotection (SFRP).
Hervé Bernard est aussi le président du conseil d'administration du Centre d'étude sur l'évaluation de la protection dans le domaine nucléaire (CEPN).

## Décorations
- Officier de l'ordre national du Mérite. Il est promu officier par décret du 15 mai 2015[5]. Il était chevalier de l'ordre depuis le  6 juillet 2006.
- Chevalier de la Légion d'honneur. Il est fait chevalier pour récompenser ses 30 ans de services civils, militaires et d'activités professionnelles par décret du 15 mai 2015[6].